# Jacob Rodrigues Pereira
Jacob Rodrigues Pereira (Berlanga, 11 de Abril de 1715 – Paris, 15 de Setembro de 1780) foi educador de surdos, português, que embora usasse gestos, defendia que os surdos deveriam ser oralizados.
Nascido em 1715 em Berlanga, Espanha no seio de uma família cripto-judaica Portuguesa de Chacim, Trás-os-Montes. Era filho de João Lopes Dias e Leonor Rodrigues Pereira e o seu nome de batismo era Francisco António Rodrigues. Em cerca de 1741, com a mãe e irmãos, emigrou para Bordéus onde regressou ao Judaísmo e adoptou o nome Jacob, tendo a sua mãe adoptado o nome de Abigail Rivka Rodrigues.
Foi em França que desenvolveu o seu trabalho com surdos. Usava o alfabeto manual para o ensino da fala. Nunca publicou seus estudos, sendo que apenas se conhecem os seus métodos devido ao testemunho de alguns de seus alunos e alguns documentos que a família conseguiu preservar — esses métodos consistiam na crença de que a configuração da mão designava a posição e o movimentos dos órgãos de fala aquando da produção do som, além das letras usadas na escrita para representar o som.
Modificou o alfabeto manual de Bonet, fazendo corresponder a cada gesto, um som.

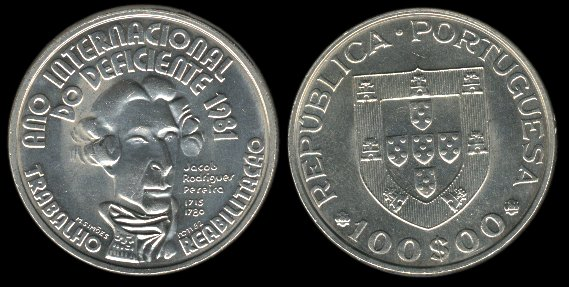
Moeda de 100 escudos, comemorativa de Jacob Rodrigues Pereira (1981)

Embora toda a vida tenha defendido que a fala era necessária ao surdo, nos últimos anos aceitou a ideia de que a língua gestual era a melhor forma de comunicação entre surdos.

## Centro de Educação e Desenvolvimento Jacob Rodrigues Pereira
O Centro de Educação e Desenvolvimento Jacob Rodrigues Pereira é um centro de educação e desenvolvimento da Casa Pia de Lisboa, vocacionado para a educação e ensino de crianças e jovens surdos.